# The Sensitive Plant (Shelley)
The Sensitive Plant (Mimoza) – poemat angielskiego romantyka Percy’ego Bysshe Shelleya, opublikowany w 1820. Utwór składa się z trzech części i Podsumowania (Conclusion). Został napisany wierszem tonicznym czteroakcentowym, ujętym w strofy czterowersowe rymowane aabb.

A sensitive plant in a garden grew,
And the young winds fed it with silver dew,
And it opened its fan-like leaves to the light,
And closed them beneath the kisses of night.

Mimozę Shelleya wspomniał w powieści Miranda Antoni Lange.